# Alluwamna
Alluwamna (fl. XV secolo a.C.) è stato un sovrano ittita vissuto nel XV sec. a.C.

## Biografia e regno
Alluwamma sposò Harapšeki, figlia del re Telipinu, privo di eredi maschi; e ne fu quindi, secondo l'ordine di successione al trono appena stabilito dal suocero nella sua Proclamazione, l'erede designato.
Del suo regno praticamente non ci è giunta alcuna notizia: pochi testi frammentari e la sua presenza con gli altri sovrani nelle Liste delle Offerte, il che fa ritenere agli storici che non abbia occupato il trono ittita a lungo.
Alla morte di Telipinu è possibile che il trono sia stato occupato/usurpato brevemente da un certo Tahurwaili, forse lo stesso personaggio immischiato qualche anno prima nell'omicidio degli eredi legittimi alla morte del re Ammuna e graziato successivamente da Telipinu, una volta divenuto re.
Abbiamo le prove che Tahurwaili sia stato re, ma non ne conosciamo l'esatta collocazione: non si può infatti escludere che sia asceso al trono in un periodo successivo. 
Un testo frammentario ci riferisce dell'esilio a cui sarebbero stati sottoposti, in qualche momento, Alluwamna e Harapšeki; il medesimo testo cita anche Tahurwaili, e pertanto si ritiene che l'esilio possa esser stato la conseguenza dell'usurpazione del trono da parte di quest'ultimo. Tuttavia non c'è consenso sull'interpretazione del passaggio.
Il tuhkanti di Alluwamna fu il figlio Hantili II che poi ascese in effetti al trono ittita, come attesta un documento di concessione terriera emanato a suo favore. Se Hantili divenne effettivamente re alla morte del padre (e non fu lui ad essere inizialmente usurpato da Tahurwaili) fu il primo per successione lineare padre-figlio dopo molte generazioni.